# Chris Gatling
Chris Raymond Gatling (* 3. September 1967 in Elizabeth (New Jersey)) ist ein ehemaliger US-amerikanischer Basketballspieler.

## Werdegang
Gatling spielte als Jugendlicher Basketball für die Mannschaft der Elizabeth High School. Nach einer Saison an der University of Pittsburgh wechselte er an die Old Dominion University. Gatling wurde 1990 und 1991 jeweils als Spieler des Jahres der Sun Belt Conference ausgezeichnet. Zwischen 1988 und 1991 erzielte er in 85 Einsätzen für die Hochschulmannschaft im Schnitt 21,3 Punkte je Begegnung.
Als Berufsbasketballspieler bestritt Gatling insgesamt 715 Spiele in der NBA. Seinen höchsten Punkteschnitt in einer NBA-Hauptrunde erzielte er in der Saison 1996/97, als er für die Dallas Mavericks im Mittel 19,1 Punkte je Begegnung erzielte. Seine Höchstwerte in NBA-Einsätzen waren 38 Punkte (im Januar 2001 gegen die Sacramento Kings) und 20 Rebounds (im November 1996 gegen die Utah Jazz). Später stand er noch bei PBK ZSKA Moskau in Russland sowie bei Scavolini Pesaro in Italien unter Vertrag. Zu seinen äußeren Merkmalen während seiner Laufbahn als Basketballspieler gehörte ein Stirnband.
Im Dezember 2013 wurde Gatling wegen Betrugs zu einer vierjährigen Bewährungsstrafe verurteilt. Im Dezember 2017 wurde er zu einer Haftstrafe von zweieinhalb Jahren verurteilt. Laut Staatsanwaltschaft soll er mit betrügerischem Vorgehen zwölf Menschen veranlasst haben, ihm insgesamt 155.000 US-Dollar zu zahlen.